# 八戸火力発電所
八戸火力発電所（はちのへかりょくはつでんしょ）は、青森県八戸市大字河原木字宇兵エ河原1-1にある東北電力の天然ガス火力発電所。

## 概要
東北電力発足当時の発電施設は水力発電しかなく、なかでも出力の大きい発電施設が福島県の阿賀野川流域に集中しており、北東北地域は慢性的な電力不足に見舞われていた。このなかで、八戸は鉄鋼・化学等の工場が立地する産業用電力の消費地であったことから、同社初の火力発電所として1956年9月に着工し、1958年6月に1号機が運転を開始、4号機までが増設。
1965年には、県内を行幸啓中の昭和天皇、香淳皇后の視察の一つとなった。
その後、設備の老朽化や稼働率の低下などにより1号機および2号機は1982年に、4号機は2006年にそれぞれ廃止された。
2011年3月11日の東北地方太平洋沖地震と津波により複数の発電施設が被災し、電力供給力が大幅に低下したため、5号機が緊急設置電源として新設された。さらに、排熱回収ボイラ、蒸気タービンおよび発電機を追加設置し、高効率コンバインドサイクル発電設備とすることで、恒久的に使用できる電源にする計画が発表された。
2014年8月7日には5号機のコンバインドサイクル化が完了、営業運転を開始した。燃料は当初軽油を使用していたが、2012年11月28日にはJX日鉱日石エネルギーと天然ガスの供給契約を結び、同社の八戸LNGターミナルから供給を受けることが発表された。天然ガスへの転換は2015年7月1日に実施、発電能力・熱効率の向上が図られた。
一方、3号機は設備の老朽化および5号機の安定稼働が確認できたことなどから、2016年7月1日に廃止された。
また、本発電所敷地内には、東北電力初のメガソーラー発電所である八戸太陽光発電所が建設され、2011年12月20日に運転を開始した。

## 発電設備
- 総出力：41.6万kW（2016年7月1日現在）
- 総面積：約31万3千m2

5号機
発電方式：1,300℃級改良型コンバインドサイクル発電(Advanced Combined Cycle)方式（ガスタービン・蒸気タービン別軸構成）
定格出力：41.6万kW*
　ガスタービン：27.61万kW × 1軸
　蒸気タービン：14.19万kW × 1軸
使用燃料：LNG（当初は軽油）
熱効率：57%（低位発熱量基準）
営業運転開始
　ガスタービン発電設備：2012年7月2日（当初は緊急設置電源として単独で稼働）
　蒸気タービン発電設備：2014年8月6日
　燃料転換 (軽油→LNG)：2015年7月1日
* ガスタービンと蒸気タービンを合計して最大41.6万kWとなるよう運転される。
八戸太陽光発電所
出力：約1,500kW
太陽電池モジュール：
　多結晶シリコン(1,000kW)
　薄膜系シリコン(250kW)
　薄膜系化合物 (250kW)
着工：2011年（平成23年）2月25日
営業運転開始：2011年（平成23年）12月20日

## 廃止された発電設備
- 総出力：65万kW
- 発電方式：汽力発電方式

1号機（廃止）
定格出力：7.5万kW
使用燃料：石炭
営業運転期間：1958年（昭和33年）6月 - 1982年（昭和57年）
2号機（廃止）
定格出力：7.5万kW
使用燃料：石炭
営業運転期間：1958年（昭和33年）10月 - 1982年（昭和57年）
3号機（廃止）
定格出力：25万kW
使用燃料：重油、原油
営業運転開始：1968年（昭和43年）8月 - 2016年（平成28年）7月1日
4号機（廃止）
定格出力：25万kW
使用燃料：重油、原油
営業運転期間：1972年（昭和47年）8月 - 2006年4月30日

## 東北地方太平洋沖地震による被害
2011年3月11日に発生した東北地方太平洋沖地震により3号機が自動停止し、タービン建屋を含む本館1階が浸水した。4月7日に発生した余震では、再び3号機が自動停止した。